# Teatro Borrás
El teatro Borrás (en catalán: teatre Borràs) es un teatro y antigua sala de cine español de la ciudad de Barcelona, Cataluña. El edificio, construido en 1931, está situado en el número 9 de la plaza de Urquinaona.

## Historia
El empresario Josep Solà Guardiola adquirió la vieja Casa de Correos desafectada. Abrió el 16 de mayo de 1931 una sala de cine con el nombre de Cine Urquinaona. Se estrenó con la película Resurrección, dirigida por Edwin Carewe, con Lupe Vélez y John Boles. Tenía 950 asientos entre la platea y el anfiteatro y estaba decorado en estilo art déco y, además, su alzado tiene influencias de la arquitectura renacentista italiana, que se pueden ver en los frontones y la cornisa con triglifos y metopas.
Hasta 1936 proyectó películas de las productoras estadounidenses Warner Bros. y Paramount Pictures; a partir de entonces, se proyectaron sobre todo de Metro-Goldwyn-Mayer. En ocasiones se representaban espectáculos teatrales: así, en 1932 se estrenó el ballet Parque de atracciones, con música de Manuel Blancafort (sobre la obra para piano del mismo título), con coreografía de Joan Magriñá y decorados de Emilio Grau Sala.
El 1 de abril de 1937 cambió el nombre por el de Cine Francesc Ferrer. El 5 de febrero de 1939 recuperó el nombre anterior. Desde entonces, solo se dedicó al teatro, sobre todo al género de la zarzuela y las comedias castellanas.
Tomó el nombre de Cine Borrás el 19 de mayo de 1943, al día siguiente de que la compañía de Lina Santamaría y Juan Beringola rindiera homenaje al actor Enrique Borrás después de una representación de El alcalde de Zalamea en la que él participaba. En la década siguiente, el teatro se dedicó a la zarzuela, la ópera y el teatro; así, al 19 de octubre de 1951 se estrenaba la zarzuela El tambor del Bruch, de Federico Moreno Torroba, con libreto de Ignacio Iquino.
Desde el 4 de abril de 1953 se hizo cargo el grupo Balañá, y se volvió a hacer sala de cine, con esporádicas representaciones teatrales. Reformado, se reabrió el 10 de abril de 1966 con My Fair Lady. Desde el 15 de septiembre de 1990, combinó el teatro y el cine, y en 1995 se convirtió definitivamente en el teatro Borrás, dedicado exclusivamente al teatro. Reformado de nuevo, Borrás tiene un aforo de 740 espectadores (470 en la platea y 270 en el anfiteatro).
Se dedicó a la comedia. Se estrenaron entre otros, La extraña pareja y La jaula de las locas. En 2008, Jordi Galceran estrenó Cancún. Es el teatro donde se estrenó la versión en español de Wit, dirigida por Lluís Pasqual y protagonizada por Rosa María Sardá y Fernando Guillén, entre otros, el 19 de noviembre de 2003. Después han actuado Núria Espert y Amparo Rivelles, Montserrat Carulla y Rosa Renom. También Rosa Novell interpretó la última obra dirigida por Ricard Salvat, Un día. Espejo roto.